# Суперламбанана
«Суперламбанана» (англ. Superlambanana) — ярко-жёлтая уличная скульптура в виде гибрида банана и ягнёнка, находящаяся в Ливерпуле. Вес скульптуры составляет 8 тонн; высота — 5,18 м (17 футов). Автором является американский художник японского происхождения Таро Чизо. Произведение воплощает символ предостережения об опасности генной инженерии, а также отражает историческое прошлое Ливерпуля: ранее суда, останавливавшиеся в городских доках, чаще всего перевозили овечью шерсть и бананы. Согласно авторской задумке, Суперламбанана должна перемещаться по городу; в настоящее время она располагается возле библиотеки университета им. Джона Мурса. В 2008 году, когда Ливерпуль был выбран Культурной столицей Европы, в городе появилось 125 дизайнерских миникопий скульптуры.

## История

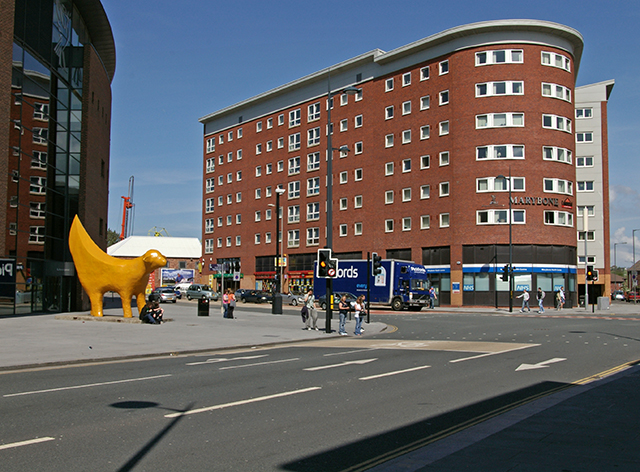
Суперламбанана в 2007 году

Скульптура была создана в преддверии выставки ArtTransPennine Exhibition в 1998 году. Скульптура символизирует кажущуюся авторам опасность генетических экспериментов, а также отражает в себе исторический факт из прошлого Ливерпуля — в доках города часто разгружались суда с бананами и овечьей шерстью. Автор, Таро Чизо, хотел отразить «будущее Ливерпуля 1990-х годов». Сам Чизо создал 10-сантиметровую модель скульптуры, четыре местных скульптора — Энди Смолл, Джулиан Тейлор, Томми Ризон и Рэй Строукс — воплотили его идею в масштабе 50:1. Произведение было создано из бетона и стекловолокна на основе металлического каркаса, итоговая стоимость создания — 35 000 фунтов. После выставки скульптура была передана в распоряжение городского траста архитектуры и дизайна.
Согласно авторской концепции, скульптура должна периодически менять своё месторасположение. Сейчас она находится возле библиотеки университета им. Джона Мурса; до этого она располагалась возле доков Ливерпуля, в недалёком будущем планируется новое перемещение. Несколько раз Суперламбанана перекрашивалась, в том числе в розовый цвет во время национальной кампании по борбе с раком груди и пурпурный во время кампании по борьбе с курением.
Поскольку скульптура находится на финансовом попечении мэрии Ливерпуля, были предприняты некоторые попытки организовать её продажу. В сентябре автор и отдел культуры города заключили контракт, согласно которому Суперламбанана останется в городе, но будет заменена на копию; оригинал вернётся к автору или будет продан на аукционе.

## Копии

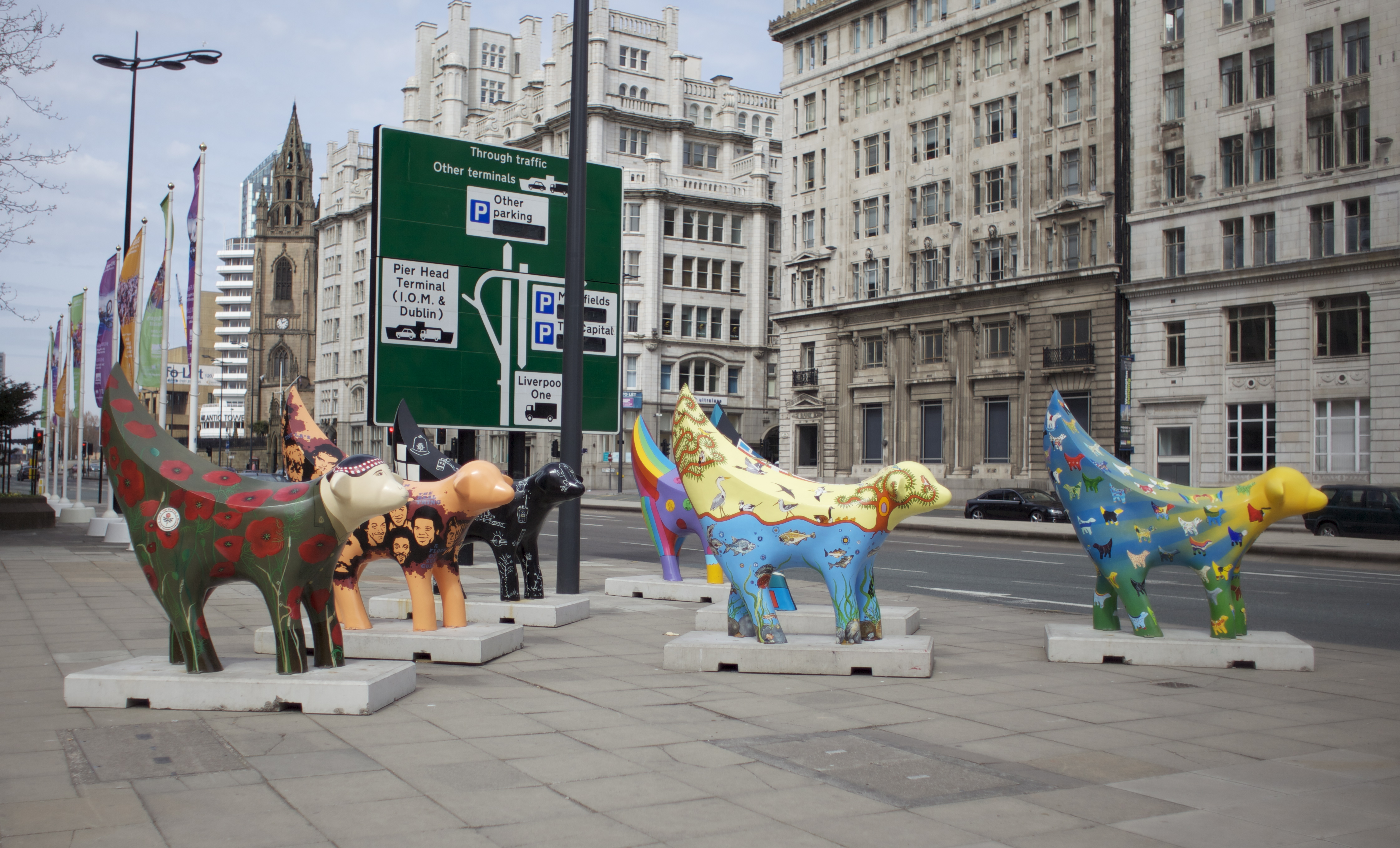
Скульптуры 2010 года

В 2008 году, когда Ливерпуль был избран в качестве Культурной столицы Европы, в городе с июня по конец августа располагались 125 двухметровых копий Суперламбананы. Самая высокая копия временно была установлена на вершине Моэл Фамау Северного Уэльса. Также одна из копий побывала на Юстонском вокзале Лондона.
В начале 2010 года, 8 новых двухметровых копий Суперламбананы обрели своё место в качестве объекта городского паблик-арта; они, как и основная скульптура, будут перемещаться по городу.